# Honmadekka!?TV
 (décembre 2014).
Honmadekka!?TV (ホンマでっか!?TV) (littéralement "C'est vrai !? TV ") est une émission de télévision japonaise qui passe tous les mercredis. Elle est diffusée sur Fuji TV de 21 h à 21 h 54.

## Concept
Honmadekka !? TV présente les dernières informations en discutant avec des spécialistes. Quand on sait ces informations, on a envie de dire "C'est vrai !?".

## Histoire
L’émission s’appelait originairement, de 2004 à 2006, "Odaiba akashijyou". Ensuite,elle est devenue "Sanma, Fukuzawa no Honmadekka !? news", avant de devenir C'est vrai !? TV en octobre 2010.

## Le présentateur et les invités
- Sanma Akashiya (en) est le présentateur de "C'est vrai !? TV". Il est le comédien le plus connu au Japon.
- Ayako Kato est l'annonceuse de Fuji TV.
- Les invités et les spécialistes sont différents chaque fois[1].

## L'audience
La première diffusion a eu 10% d'audience, et l’émission a eu 18.2% d'audience le 5 avril 2010.

## Les marchandises
- Les marchandises sont vendues sur le site officiel. Par exemple,des peluches de Honmadekkaman, qui est la mascotte de l'émission, et des vêtements[3].
- Les sonneries de téléphone et les émoticônes. Elles sont vendues sur le site officiel. Si on veut acheter ces marchandises, on doit payer l'enregistrement sur le site officiel[4].
- Il n'existe ni DVD ni disque Blu-ray.